# Teodora Smilec
Teodora Smilec (bolgarsko in srbsko Теодора Смилец, Teodora Smilec) je bila bolgarska princesa in srbska kraljica, prva žena kralja Štefana Uroša III. Dečanskega in druga hčerka bolgarskega carja Smileca in njegove žene Smilcene Paleologine, * 1290. leta, † okoli 1322.
24. avgusta 1296 se je poročila s srbskim princem, kasnejšim kraljem Štefanom Urošem III. Dečanskim, s katereim je imela dva otroka: kasnejšega kralja in carja Štefana Dušana (Silnega) in hčerko Dušico.
Leta 1314 se je njen tast Štefan Milutin sprl z njenim možem Štefanom in ga poslal v Konstantinopel, da bi ga oslepili. Teodora in družina so ga spremljali in ostali tam do leta 1320, ko so dobili dovoljenje za vrnitev. 
Teodora je prisostvovala skupščini 6. januarja 1322, na kateri je bil njen sin Dušan kronan za mladega kralja. Takrat sta bila z možem že ločena. Vzrok za ločitev je bil verjetno izgon družine Teodorinega očeta iz Bolgarije, Dečanski pa je poskušal okrepiti svoj položaj s poroko v bizantinsko cesarsko družino. Kasneje se je poročil z Marijo Paleologino, hčerko mogotca Ivana Paleologa.
Datum Teodorine smrti še vedno ni znan. Po M. Vukićeviću in S. Ćosoviću je umrla pred januarjem 1323, po Stojanu Novakoviću pa pozimi 1322/1323. Drugi so prepričani, da je živela dlje in se v letih 1322 do 1326 morda poročila z Ivanom Dragoslavom. Domneva se, da je pokopana v samostanu Banjska.